# Сух режим
Сухият режим, известен в правото като прохибиция (англ. и фр.: prohibition, на латински: prohibitio) представлява частична или пълна забрана за производство и продажба на алкохолни питиета и напитки.

## САЩ
Най-често това понятие се свързва с провеждането на такава държавна политика в САЩ през периода 1920 – 1933 г.
Сухият режим, като федерално право, е въведен с 18-ата поправка на Конституцията, ратифицирана на 16 януари 1920 г., забраняваща продукцията, вноса, износа, превоза и продажбата на всякакви алкохолни напитки и питиета на територията на САЩ.
Реформаторите открито твърдят, че прилагането на сух режим се налага заради неприлични прояви вследствие на интоксикация с алкохолни напитки на имигрантите-работници. Такова отношение се оказва с обратен ефект, тъй като, вместо да бъдат интегрирани в обществото, новите имигрантски маси се консолидират в престъпни групировки. В действителност периодът на действие на сухия режим е период на формиране на мафията в САЩ, която започва да контролира нелегалния му внос и разпространение.
На практика пиенето на алкохол в САЩ продължава и дори се увеличава, но става в по-лоши условия, консумира се по-ниско качество и на по-високи цени.
Сухият режим разединява американското общество, разделяйки го на сухи, т.е. поддръжници на сухия режим, и мокри, т.е. негови противници.
Премахването на сухия режим става едно от главните обещания на кандидата за президент Франклин Рузвелт. То става през 1932 г. чрез 21-вата поправка на Конституцията.

## Сух режим в други държави
- През 1919 г. е въведен сух режим в Норвегия, от който държавата се отказва през 1926 г.
- На 27 август 1922 г. в Швеция е проведен референдум за въвеждане на сух режим, срещу което гласуват 51 % от гражданите.
- По време на Перестройката в СССР Михаил Горбачов въвежда частичен сух режим, което довежда до рязко спадане на приходите на бюджета и разширяване на нелегалното производство на водка в страната.
- В България, подобно на други държави, се въвежда ограничение в продажбата на алкохол през изборни дни, което се приема като форма на контрол върху политическата конфронтация през тези дни.